# Romeroa
Romeroa, monotipski biljni rod iz porodice katalpovki smješten u tribus Crescentieae . Jedina je vrsta R. verticillata,  južnoameričko endemsko drvo iz Kolumbije.. Vrsta je ugrožena, a prijetnje su joj proizvodnja energije i rudarstvo, odnosno bušenje nafte i plina. 

## Vanjske poveznice
- JSTOR, Isotype of Romeroa verticillata